# Andrés Guerra
Andrés Felipe Guerra Hoyos, né le 13 mars 1973 à Medellín, est communicateur social et politique colombien. Membre du Centre démocratique, il a été député de l'Assemblée d'Antioquia de 2011 à 2015. Il est actuellement sénateur depuis 2022.